# Yunomae
Yunomae (jap. 湯前町 Yunomae-machi) – miasto w Japonii, na wyspie Kiusiu, w prefekturze Kumamoto. Według danych na rok 2020 miejscowość zamieszkiwało 3 627 mieszkańców , a gęstość zaludnienia wyniosła 75 os./km².